# Hagnopping
Hagnopping (Entoloma turci) är en svampart som först beskrevs av Giacopo Bresàdola, och fick sitt nu gällande namn av Meinhard (Michael) Moser 1978. Hagnopping ingår i släktet Entoloma och familjen Entolomataceae.  Arten är reproducerande i Sverige. Inga underarter finns listade i Catalogue of Life.